# アトリエ彩
株式会社アトリエ彩（アトリエさい、ATERIER SAI CO.,LTD）は、かつて存在した日本のフィギュアメーカー。ガレージキットの開発、3DCGの製作を手がけていた。

## 概要
元々はプロモデラー藤川明日香が主宰するガレージキットの原型などを作るスタジオ名である。後にJAF-CONなどで活動していたプロモデラー原口高陽の主宰するG.O.N.G.と1996年11月に合流し、アトリエ彩となる。ただし、アトリエ彩は元々G.O.N.G.の別ユニットであることが月刊ホビージャパン1997年1月号のホビージャパンライター列伝で原口により語られている。
その後はマスターグレードゲルググの試作モデルの担当や、月刊ホビージャパンで連載された『勇者王ガオガイガー』の長編小説『獅子の女王＜リオン・レーヌ＞』と連動した勇者ロボットの作例などの造形活動を続けながら、直営の模型店などの経営、3DCGモデルの製作を行っていた。3DCGモデルとしてはドリームキャストソフトのサンライズ英雄譚に登場するエアリーズがホビージャパンに掲載された模型作例を取り込んで作られたCGであることがホビージャパン1999年9月号で藤川によって語られているが、これは当時としては模型と3DCGの両方を手がける企業ならではの作業だったと言える。
のちにガレージキットだけではなく、本格的な射出成型によるビックバイパーのキットなどプラスチックモデルの開発も手がけていた。
2013年4月17日午後5時、かねてより東京地方裁判所へ申し立てられていた破産手続が開始され、同社は公的な意味でも倒産した。負債総額は約4億円。展開されていた店舗は、全て閉店となっている。